# Heinrich Gabel
Heinrich Gabel, pol. Henryck Gabel (12. května 1873 Bučač – 30. července 1910 Vídeň) byl rakouský advokát a sionistický politik židovské národnosti, na počátku 20. století poslanec Říšské rady.

## Biografie
Vystudoval gymnázium a Lvovskou univerzitu, kde získal titul doktora práv. Roku 1897 si ve Lvově otevřel advokátní kancelář. Byl aktivní ve veřejném a politickém životě. Patřil mezi stoupence samostatného politického postupu Židů. Byl prezidentem židovské národní rady a členem Akčního výboru sionistické organizace.
Na počátku 20. století se zapojil i do celostátní politiky. Ve volbách do Říšské rady roku 1907, konaných poprvé podle všeobecného a rovného volebního práva, získal mandát v Říšské radě (celostátní zákonodárný sbor) za obvod Halič 60 (Bučač-Pidhajci-Monastyryska-Vyšnivčyk). Představoval jednoho z několika poslanců Židovské národní strany. Byl členem poslanecké frakce Židovský klub. V parlamentu setrval až do své smrti roku 1910. Pak ho nahradil Lonhyn Cehelskyj. K roku 1907 se profesně uvádí jako advokát.